# 도부 도부쓰코엔역
도부 도부쓰코엔역(일본어: 東武動物公園駅 도부도부쓰코엔에키[*])은 일본 사이타마현 미나미사이타마군 미야시로정에 있는 철도역이다. 한글 역명으로는 도부 동물공원역이다.
히비야 선 열차는 2013년 3월 16일까지 도부 도부쓰코엔역을 종점으로 하였으며, 현재는 미나미쿠리하시 역까지도 직결 운행한다.

## 역 구조
섬식 2면 4선 형태의 지상역이며, 닛코선 방면 승강장은 4번 승강장이다. 도쿄메트로 직통 운행 열차는 2・3번 승강장에 선다.

특급 료모 아사쿠사 방면은 3번선에서 정차한다.

료모외의 다른 특급은 정차하지 않으며 아사쿠사 방면은 2번선, 도부닛코·키누가와온천 방면은 4번선을 통과한다.

### 타는 곳
| 2・3 | ■ 이세사키 선 | 가스카베・신코시가야・기타센주・오시아게・아사쿠사 방면 ○ 한조몬 선에 직결 운행 오테마치・나가타초・시부야 방면 ■ 덴엔토시 선에 직결 운행 후타코타마가와・나가쓰타・주오린칸 방면 ○ 히비야 선에 직결 운행우에노・아키하바라・가스미가세키・나카메구로 방면 | 가스카베・신코시가야・기타센주・오시아게・아사쿠사 방면 ○ 한조몬 선에 직결 운행 오테마치・나가타초・시부야 방면 ■ 덴엔토시 선에 직결 운행 후타코타마가와・나가쓰타・주오린칸 방면 ○ 히비야 선에 직결 운행우에노・아키하바라・가스미가세키・나카메구로 방면 |
| 2・3 | ■ 이세사키 선 | ■ 특급 '료모' | 기타센주・아사쿠사 방면 |
| 4    | ■ 닛코 선     | 미나미쿠리하시・도치기・신토치기 방면 일부는 ■ 구키 방면에 운행됨 | 미나미쿠리하시・도치기・신토치기 방면 일부는 ■ 구키 방면에 운행됨 |
| 4    | ■ 닛코 선     | ■ 특급 '기리후리' 283호 | 미나미쿠리하시 방면 |
| 5    | ■ 이세사키 선 | 구키・다테바야시・오타 방면 일부는 ■ 도부 닛코 방면에 운행됨 | 구키・다테바야시・오타 방면 일부는 ■ 도부 닛코 방면에 운행됨 |
| 5    | ■ 이세사키 선 | ■ 특급 '료모' | 신키류・아카기・구즈・이세사키 방면 |

## 역세권 정보
- 도부 동물공원
- 일본 공업 대학교

## 역사
- 1899년 8월 27일: 스기토역으로 영업 개시.
- 1981년 3월 16일: 역 명칭을 도부도부쓰코엔역으로 역명 변경.

## 인접역
| 도부 철도 ■ 이세사키 선 | 도부 철도 ■ 이세사키 선        | 도부 철도 ■ 이세사키 선              |
| ----------------------- | ------------------------------ | ------------------------------------ |
| 기타센주 아사쿠사 방면  | ■ 특급 '료모'                  | 다테바야시 구키 가조 아카기 방면     |
| 가스카베 아사쿠사 방면  | ■ 급행 ■ 구간 급행             | 와도 구키 방면                       |
| 히메미야 아사쿠사 방면  | ■ 준급 ■ 구간 준급 ■ 보통      | 와도 구키 방면                       |
| 도부 철도 ■ 닛코 선     |                                |                                      |
| 가스카베 아사쿠사 방면  | ■ 특급 '기리후리' 283호        | 스기토타카노다이 미나미쿠리하시 방면 |
| 가스카베 아사쿠사 방면  | ■ 쾌속                         | 이타쿠라 도요 대학 앞 도부 닛코 방면 |
| 가스카베 아사쿠사 방면  | ■ 구간 쾌속 ■ 급행 ■ 구간 급행 | 스기토타카노다이 신토치기 방면       |
| 히메미야 아사쿠사 방면  | ■ 준급 ■ 구간 준급 ■ 보통      | 스기토타카노다이 신토치기 방면       |